# 小林峻
小林 峻（こばやし しゅん、1982年10月28日 - ）は、静岡県出身の俳優・スーツアクター。仕事所属。

## 出演

### テレビドラマ
- 大河ドラマ
  - 義経（2005年） - 武者
  - 風林火山（2007年）
- 聞かせてよ愛の言葉を 第20話（2005年）
- 秘太刀 馬の骨（2005年）
- 土曜ワイド劇場
  - 鉄道捜査官 第6作（2005年）
- 金曜エンタテイメント→金曜プレステージ
  - 所轄刑事
    - 第2作（2005年）
    - 第3作（2007年）
- 新・細うで繁盛記（2006年）
  - 新・細うで繁盛記2（2007年）
- 相棒
  - season11（2013年） - 都築修
  - season15（2016年） - 猪口勇人
  - season19（2021年） - 原口雄彦
  - season22（2024年） - 梶川史彦
- 図書館戦争 ブック・オブ・メモリーズ（2015年）
- 警視庁捜査一課9係 season11（2016年） - 神尾巧

### 映画
- デビルマン（2004年）
- ウルトラマンメビウス&ウルトラ兄弟（2006年） - ウルトラマンタロウ
- 図書館戦争（2013年）

### 舞台
- 大相撲
- 女将さん奮闘記
- THE DUMB WAITER
- 道成寺伝説異聞
- 友達
- Hobson's Choice 〜ホブソンの婿選び〜
- マクベス
- 満開の桜の木の下で
- 夢のまた夢

### CM
- 日清食品 カップヌードル